# Cimicodes latata
Cimicodes latata là một loài bướm đêm trong họ Geometridae.